# Norense Odiase
Norense Odiase (Fort Worth, Texas, 14 de septiembre de 1995) es un exbaloncestista estadounidense de ascendencia nigeriana. Con 2,03 metros de estatura, jugaba en la posición de pívot.

## Trayectoria deportiva

### Universidad
Jugó cinco temporadas con los Red Raiders de la Universidad Tecnológica de Texas, en las que promedió 5,4 puntos y 4,6  rebotes por partido. En su primer partido como universitario logró 16 puntos y 10 rebotes ante Loyola, lo que le convirtió en el primer jugador de su universidad en lograr un doble-doble en su primer partido como freshman. En su temporada júnior sufrió una grave lesión en un pie tras solo tres partidos disputados, lo que le hizo perderse el resto de la temporada.

### Profesional
Tras no ser elegido en el Draft de la NBA de 2019, firmó un contrato de pretemporada con los Phoenix Suns, con los que disputó dos partidos, promediando 2,0 puntos. Fue posteriormente asisgnado a su filial en la G League, los Northern Arizona Suns, con los qwue disputó una temporada en la que promedió 5,5 puntos y 7,1 rebotes por encuentro.
El 4 de agosto de 2020 firmó un contrato por una temporada con el Brose Bamberg de la Basketball Bundesliga alemana. El 19 de febrero de 2021 firmó con el Science City Jena de la ProA alemana.
En octubre de 2021 fichó por los Motor City Cruise de la G League.
El 23 de octubre de 2022 fichó por los Greensboro Swarm de la G League. El 25 de febrero de 2023 fue despedido.
El 27 de febrero de 2023 fue adquirido por los Texas Legends.